# Luís Bernardo Honwana
Luís Augusto Bernardo Manuel Honwana, kurz Luís Bernardo Honwana (* November 1942 in Lourenço Marques, Portugiesisch-Ostafrika) ist ein mosambikanischer Journalist und Schriftsteller. 

## Leben
Luís Bernardo Honwana wurde im November 1942 als viertes von neun Kindern von Raúl Honwana und dessen zweiter Ehefrau Nally Jeremias Nhaca in Lourenço Marques (heute Maputo), der Hauptstadt der portugiesischen Kolonie Mosambik, geboren. Honwanas Vater arbeitete als Übersetzer und Dolmetscher für die portugiesische Kolonialverwaltung, was dem Vater und damit der Familie den Status von „assimilados“ (Assimilierten) einbrachte – ein nur für eine kleine Gruppe von Mosambikanerinnen und Mosambikanern zugestandenes Privileg, die damit aus Sicht des Kolonialregimes als „zivilisiert“ galten. Dies ermöglichte den Kindern unter anderem eine bessere schulische Ausbildung.
Honwana wuchs mit seiner Familie in Moamba, einer 30 Kilometer von der Kolonialhauptstadt entfernten Kleinstadt, auf. Die Familie kommunizierte durchweg bilingual, sowohl in Portugiesisch wie in Ronga (Xitsonga), wobei laut Honwanas Vater die Kinder sich wesentlich besser in Portugiesisch denn in Ronga ausdrückten. Mit 17 Jahren zog Honwana in die Hauptstadt, in den 1950er schloss er sich der studentischen, nationalistischen Bewegung Núcleo dos Estudantes Secundários de Moçambique an. Während dieser Zeit politisierte sich Honwana stark, insbesondere durch seine Arbeit als Journalist, bei der er von dem später bekannten mosambikanischen Schriftsteller und Dichter José Craveirinha unterstützt wurde.
1964 veröffentlichte Honwana sein bekanntestes Werk, die Kurzgeschichtensammlung mit dem Titel Nós Matamos o Cão-Tinhoso (auf Deutsch „Wir haben den Räudigen Hund getötet“), das wenig später, 1969 von Dorothy Guedes ins Englische übersetzt und unter dem Titel „We Killed Mangy-Dog and Other Stories“ veröffentlicht wurde. Ebenfalls 1964 verhaftete die portugiesische Kolonialverwaltung Honwana und verurteilte ihn für drei Jahre Gefängnis, da er die mosambikanische Befreiungsbewegung Frente de Libertação de Moçambique (FRELIMO) unterstützt hatte. Nach seiner Freilassung stand Honwana weiterhin unter Arrest, den er in Portugal im Exil verrichten musste. In dieser Zeit studierte er unter anderem Rechtswissenschaften in Lissabon, später lebte er für kurze Zeit in der Schweiz.
Im Zuge der Nelkenrevolution Portugals erlangte Mosambik seine Unabhängigkeit im Jahr 1975, sodass Honwana aus seinem Exil in sein Heimatland zurückkehrte. Er unterstützte sowohl die Übergangsregierung wie auch später die erste FRELIMO-Regierung unter Staatspräsident Samora Machel. Zunächst arbeitete er im Büro des Staatspräsidenten, später, ab 1981 (oder 1982) als Kulturminister des Landes. Honwana gründete auch den mosambikanischen Journalistenverband (Organização Nacional dos Jornalistas de Moçambique), den mosambikanischen Fotografie-Verband (Associação Moçambicana de Fotografia) sowie den mosambikanischen Schriftstellerverband (Associação dos Escritores Moçambicanos).
1987 verließ Honwana das Kabinett unter Samora Machel und begann sich für die UNESCO zu engagieren, zu deren Executive Board er berufen wurde. Das Amt übte er bis 1991 aus. 1995 wurde er Direktor des neu gegründeten südafrikanischen UNESCO-Büros, das er bis zu seiner Pensionierung 2002 leitete. Seit seiner Pensionierung beschäftigt sich Honwana vor allem Kunst, Geschichte und Ethnolinguistik.

## Literarisches Wirken
Das literarische Wirken von Luis Bernardo Honwanas gilt als stark von den mosambikanischen Unabhängigkeits- und Befreiungbestrebungen beeinflusst. Bis heute gilt seine Kurzgeschichtensammlung Nós Matamos o Cão-Tinhoso als einziges Werk, das jedoch auch über Mosambik hinaus Bekanntheit erlangte. Es wurde in zahlreiche Sprachen übersetzt, bereits 1967 erschien eine Kurzgeschichte in der New York Times. In Deutschland erschien das Werk 1980 unter dem Titel Wir haben den Räudigen Hund getötet beim Reclam-Verlag, übersetzt von Friedhelm Liese und mit einem Nachwort von Rainer Arnold.
Die Veröffentlichung der Kurzgeschichtensammlung fiel in die Zeit des Beginns des bewaffneten Kampfes der FRELIMO und wurde somit zur ikonischen Stimme für die sich formierende mosambikanische Identität („Moçambicanidade“), die ein Ende des portugiesischen Kolonialregimes forderte. Die erste Auflage der Sammlung war seinem Mentor José Craveirina gewidmet. Honwanas Wirken gilt auch als prägend für spätere mosambikanische Autorinnen und Autoren, wie Mia Couto und Ungulani Ba Ka Khosa.
Honwana veröffentlichte vor der Unabhängigkeit Mosambiks einige seiner Kurzgeschichten auf der Jugendseite der Zeitung Notícias. Claudia Pazos Alonso analysierte, dass Honwana dank seiner journalistischen Tätigkeit sehr gut wusste, wie die portugiesische Zensur geschickt mit Euphemismen und Doppeldeutigkeiten zu umgehen sei. In Nós Matamos o Cão-Tinhoso nutzte Honwana ebenfalls seine Fähigkeit den Rassismus und die Gewalt des portugiesischen Kolonialregimes kaschiert anzuprangern, meist aus der Sicht eines kleinen Jungen.
Abgesehen vom mosambikanischen Schriftsteller João Dias (1926–1949) war in Mosambik entstandene Prosa vorher praktisch unbekannt, Honwanas Werk gilt daher auch als stilbildend für die mosambikanische Literatur.
Für sein Lebenswerk verlieh ihm der mosambikanische Schriftstellerverband (Associação dos Escritores Moçambicanos) 2014 den Literaturpreis Prémio José Craveirinha de Literatura.

## Werk
- Nós Matamos o Cão-Tinhoso 1964; deutsch unter dem Titel Wir haben den Räudigen Hund getötet, 1980, Reclam (Reclams Universal-Bibliothek; 839)